# Kolcomysz algierska
Kolcomysz algierska (Acomys seurati) – gatunek ssaka z podrodziny sztywniaków (Deomyinae) w obrębie rodziny myszowatych (Muridae), występujący w południowej Algierii.

## Zasięg występowania
Kolcomysz algierska występuje w górach Muwajdir, Tasili Wan Ahdżar i Ahaggar na Saharze w południowej Algierii.

## Taksonomia
Gatunek po raz pierwszy zgodnie z zasadami nazewnictwa binominalnego opisał w 1936 roku francuski zoolog Henri Heim de Balsac nadając mu nazwę 	Acomys seurati. Holotyp pochodził z Iniker, w górach Ahaggar, w południowej Algierii.
A. seurati jest czasami uważany za synonim A. cahirinus, ale różnią ich kariotypy i morfologia zębów. Autorzy Illustrated Checklist of the Mammals of the World uznają ten takson za gatunek monotypowy.

### Etymologia
- Acomys: gr. ακη akē „ostry punkt”; μυς mus, μυός muos „mysz”[7].
- seurati: Léon Gaston Seurat (1872–1949), francuski zoolog i parazytolog[8].

## Morfologia
Długość ciała (bez ogona) 87–99 mm, długość ogona 105–125 mm, długość ucha 17,5–21,5 mm, długość tylnej stopy 17–20 mm; brak szczegółowych danych dotyczących masy ciała. Kariotyp wynosi 2n = 38, FN = 68.

## Ekologia
Kolcomysz algierska żyje wyłącznie w południowej Algierii, na wysokości od 1000 do 2000 m n.p.m., w skalistych terenach u stóp gór. Jest owadożerny.

## Populacja
Jest to gatunek najmniejszej troski, gdyż na obszarze występowania jest pospolity i jego populacja jest stabilna. Nie są znane bezpośrednie zagrożenia dla tego gatunku, a aktywność ludzka na obszarze jego występowania ogranicza się do pasterstwa.